# Raphaël Comte
Raphaël Comte, né le 29 septembre 1979 à Neuchâtel (originaire de Courtételle), est un homme politique suisse, membre du Parti libéral-radical. Il est député du canton de Neuchâtel au Conseil des États de mars 2010 à décembre 2019.

## Biographie
Raphaël Comte naît le 29 septembre 1979 à Neuchâtel. Il est originaire de Courtételle, dans le canton du Jura.
Après une maturité latin-grec obtenue à Neuchâtel, il entame des études de droit aux universités de Neuchâtel, Berne et Zurich. Son mémoire de licence est consacré aux fusions de communes.

## Parcours politique

### Sur le plan communal
Raphaël Comte siège au Conseil général de Corcelles-Cormondrèche depuis 2000 et préside ce conseil pendant l'année 2006-2007. Il présidait également la commission de fusion entre les communes de Corcelles-Cormondrèche et de Peseux, qui est rejetée par les électeurs de la seconde commune. De 2009 à 2012, il est le président de l'Association des communes neuchâteloises et préside à ce titre les états-généraux des communes neuchâteloises.

### Sur le plan cantonal
Il est élu député au Grand Conseil neuchâtelois en 2001, devenant ainsi le plus jeune député de l’histoire du canton (il a depuis été dépassé par Solenne Perrinjaquet, élue députée en 2005). Il est alors membre de la commission législative, qu'il préside pour la période 2007-2009, et rapporteur de la commission « fiscalité et politique familiale » et de la commission « police ».
Il est l’un des auteurs du projet de loi ayant abouti à la création du partenariat enregistré dans le canton de Neuchâtel. Il dépose également plusieurs projets visant à la réforme des institutions et à l’assainissement des finances de l’État (dont l’affectation de la part neuchâteloise de l’or de la Banque nationale suisse au désendettement de l’État).
Élu président du Parti radical neuchâtelois en mars 2004, il en devient le plus jeune président de l’histoire.

### Conseiller aux États
Le 17 janvier 2010, il est élu au Conseil des États, en remplacement de Didier Burkhalter, élu conseiller fédéral, à la suite du désistement des deux autres candidats, Francine John-Calame des Verts et Pierre Hainard de l'Union démocratique du centre. Il devient ainsi le plus jeune membre de la chambre.
Il est réélu en 2011 et 2015. Il devient le premier vice-président du conseil le 24 novembre 2014, puis président le 30 novembre 2015 (pour un an).
Membre du mouvement Écologie libérale, il est nommé membre de son comité le 26 avril 2012.
En juin 2018, il annonce qu'il ne se représente pas pour un nouveau mandat et qu'il se met en retrait de la vie politique,.

## Autres mandats
En juin 2021, il est nommé président du conseil d'administration des Transports publics neuchâtelois, où il succède à Robert Cramer,.